# Dynamo Metal Fest
Das Dynamo Metal Fest ist ein jährlich im Juli stattfindendes, eintägiges Heavy-Metal-Festival in der niederländischen Stadt Eindhoven. Das Festival fand erstmals im Jahre 2015 statt und wird im IJssportcentrum Eindhoven ausgetragen. Das Dynamo Metal Fest ist der offizielle Nachfolger des eingestellten Dynamo Open Air.

## Bands

### 2015
Alestorm, Arch Enemy, Biohazard, Bodyfarm, Death Angel, Facelifter, Nuclear Assault, Orange Goblin

### 2016
Anthrax, At the Gates, Audrey Horne, Extremities, Metal Church, Obituary, Powerwolf, Sacred Reich, Textures. Abgesagt haben Life of Agony.

### 2017
Devin Townsend Project, Entombed A.D., Exodus, Gojira, Prong, Testament, Toxik, Vuur, White Boy Wasted

### 2018
Annihilator, Elephant, Ghost, I Am Morbid, Iron Reagan, Leprous, Ministry, Overkill, Vuur. Abgesagt haben Havok und Sons of Apollo.

### 2019
Airbourne, Philip H. Anselmo & The Illegals, Arch Enemy, Armored Saint, Bæst, Carcass, Grand Magus, Jungle Rot, Metal Church, Soulfly, Tribulation

### 2020
Wegen der COVID-19-Pandemie wurde ein Online-Streamingevent durchgeführt. 
Legion of the Damned, Heidevolk, Martyr, For I Am King, Inferum, Graceless

### 2021
Ausgefallen.

### 2022
Kreator, Testament, Heaven Shall Burn, Lamb of God, Candlemass, Exodus, Death Angel, Jinjer, Bay Area Interthrashional, Cannibal Corpse, Cattle Decapitation, Angelus Apatrida, Firewind, Vended, Lik, Urne, Dress the Dead, TankZilla

### 2023
Megadeth, Trivium, Biohazard, Gloryhammer, Prong, Shadow of Intent, Fleddy Melculy, Fuming Mouth, Wind Rose, Drain, Signs of the Swarm, Frozen Soul, Hanabie, Groza, Changing Tides, In Flames, Killswitch Engage, Sepultura, Rudeboy plays Urban Dance Squad, Obituary, Bleed from Within, Gatecreeper, Warbringer, Pest Control, Brand of Sacrifice, The Boneless Ones, Cobra the Impaler, Enemy Inside, Extinction A.D., Torn from Oblivion